# Marquesado de Alborroces

Escudo de Almodóvar del Río, de donde Eloisa Martel y Fernández de Córdoba fue duquesa consorte.

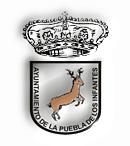
Escudo de La Puebla de los Infantes, de donde Eloisa Martel y Fernández de Córdoba fue marquesa consorte.

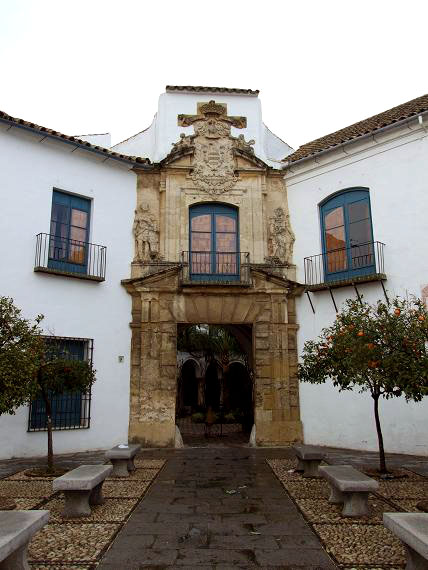
Palacio de Viana (Córdoba), sede del fondo Torres Cabrera.

El Marquesado de Alborroces es un título nobiliario español, creado por el rey Amadeo I para Eloísa Martel y Fernández de Córdoba, I duquesa de Almodóvar del Valle, que había quedado viuda de su esposo Joaquín Fernández de Córdoba y Pulido, VI duque de Almodóvar del Río y VI marqués de la Puebla de los Infantes.
El título de marquesa de Alborroces le fue concedido, junto con el ducado de Almodóvar del Valle, porque al casar, una vez viuda, con Martín de Rosales y Valterra perdía el título de duquesa viuda de Almodóvar del Río, y para que los descendientes de este matrimonio pudieran heredar ambos títulos, ya que el ducado de Almodóvar del Río junto al marquesado de la Puebla de las Infantes era para su hija, de su primer matrimonio, Isabel Fernández de Córdoba y Martel, VII duquesa de Almodóvar del Río y VII marquesa de la Puebla de los Infantes.
Eloísa Martel y Fernández de Córdoba, era hija de Fadrique José Tamarit-Martel y Bernúy, V vizconde de Santa Ana, VII marqués de la Garantía (título del reino de las Dos Sicilias), y de María de la Concepción Fernández de Córdoba y Gutiérrez de los Ríos, VII condesa de Torres Cabrera y VI condesa de Menado Alto.

## Marqueses de Alborroces
|                                 | Titular                                  | Periodo                         |
| Creación por Amadeo I de España | Creación por Amadeo I de España          | Creación por Amadeo I de España |
| ------------------------------- | ---------------------------------------- | ------------------------------- |
| I                               | Eloísa Martel y Fernández de Córdoba     | 1871- 1915                      |
| II                              | Martín de Rosales y Martel               | 1915- ?                         |
| III                             | José Manuel Martel de Cárdenas y Arteaga | 1935-1974                       |
| IV                              | Alfonso Martel y Fonseca                 | 1975-actual titular             |

## Historia de los marqueses de Alborroces
- Eloísa Martel y Fernández de Córdoba (n. 1833), I marquesa de Alborroces  y I duquesa de Almodóvar del Valle.

Casó en primeras nupcias con Joaquín Fernández de Córdoba y Pulido, VI duque de Almodóvar del Río, VI marqués de la Puebla de los Infantes, y una vez viuda,  contrajo un segundo matrimonio con Martín de Rosales y Valterra. De su primer matrimonio tuvo a su hija Isabel Fernández de Córdoba y Martel que heredó el ducado paterno de Almodóvar del Río y el también paterno marquesado de la Puebla de los Infantes. Le sucedió, de su segundo matrimonio, su hijo:
- Martín de Rosales y Martel ( 1872-1935 ), II marqués de Alborroces, II duque de Almodóvar del Valle.

Se casó con Josefa María de León y Primo de Rivera, de quién no tuvo ningún hijo. El hermano de su madre, la I marquesa, Ricardo Martel y Fernández de Córdoba, IX conde de Torres Cabrera y VII conde de Menado Alto, se casó con María Cristina de Arteaga y Silva y tuvieron por hijo a Alfonso Martel y Arteaga, X conde de Torres Cabrera, VIII conde de Menado Alto que casó con María del Pilar de Cárdenas y San Cristóbal, VIII condesa de Valdehermoso de Cárdenas, cuyo hijo José Manuel fue quién sucedió en el marquesado, como sobrino nieto de la I marquesa:
- José Manuel Martel de Cárdenas y Arteaga, III marqués de Alborroces.

Se casó con María Luisa de Fonseca y Valverde , VII marquesa de la Isla. Le sucedió su hijo:
- Alfonso Martel y de Fonseca (n. Sevilla, 10 de octubre de 1951),[1] IV  y actual marqués de Alborroces,[2] Por herencia de su tío Ricardo Martel de Cárdenas y Arteaga, hermano de su padre, se convirtió en IV duque de Almodóvar del Valle,[3][1] XII conde de Torres Cabrera,[4][1] y por herencia de su tío Alfonso Martel de Cárdenas y Arteaga IX conde de Valdehermoso de Cárdenas, también hermano de su padre, en X conde de Valdehermoso de Cárdenas[1] y por parte materna en VIII marqués de la Isla.